# Chris Obekpa
Christopher Ewaoche "Chris" Obekpa (Makurdi, Benue, 14 de noviembre de 1993) es un baloncestista nigeriano que actualmente se encuentra sin equipo. Con 2,06 metros de estatura, juega en la posición de pívot.

## Trayectoria deportiva

### Universidad
Jugó tres temporadas en los Red Storm de la Universidad St. John's, en las que promedió 4,5 puntos, 6,0 rebotes y 3,4 tapones por partido, En su primera temporada en el equipo fue incluido en el mejor quinteto de rookies de la Big East Conference, tras promediar 3,9 puntos, 6,2 rebotes y 4,0 tapones por partido, liderando el país en este último apartado, estableciendo nuevos récords de tapones en una temporada en su universidad, y promedio de tapones para un rookie en la conferencia.
El 4 de agosto de 2015 anunció que sería transferido a los Rebels de la Universidad de Nevada, Las Vegas, pero tras el año en blanco impuesto por la NCAA, decidió presentarse al Draft de la NBA de 2016.

### Profesional
Tras no ser elegido en el Draft de la NBA de 2016, se unió a los Miami Heat para disputar las Ligas de Verano de la NBA. Disputó seis partidos, en los que solo pudo promediar 1,1 puntos y 1,5 rebotes. El 21 de octubre fichó por Golden State Warriors, pero fue despedido al día siguiente. El 31 de octubre fue adquirido por los Santa Cruz Warriors como jugador afiliado de Golden State.
A principios de agosto de 2019 se unió a los New Zealand Breakers, pero dejó el equipo a fines de septiembre de ese año, luego de haber disputado el torneo NBL Blitz.
En mayo de 2024 reforzó al AS Douanes de Senegal para disputar la fase final de la BAL.

## Selección nacional
Obekpa disputó el Campeonato FIBA África Sub-16 de 2009.
Ha jugado también con la selección absoluta de su país en partidos por la clasificación de FIBA África a la Copa Mundial de Baloncesto.

## Vida personal
Obekpa pertenece a la realeza de la tribu Idoma, puesto que su abuelo fue rey de la misma y actualmente su tío Elias Ikeoyi Obekpa, hermano de su padre, ocupa el trono.